# Geel stalkruid
Geel stalkruid (Ononis natrix) is een overblijvende halfstruik uit de vlinderbloemenfamilie (Leguminosae). De soort komt van nature voor in Zuid-Europa, Zuidwest-Azië en Noord-Afrika. Het aantal chromosomen is 2n = 32 of 28.
De plant wordt 10-70 cm hoog. De vegetatieve delen van de plant zijn dicht klierachtig en plakkerig behaard (indument). De rechtopstaande of opgaande, aan de basis houtachtige stengel is al of niet vertakt. Het blad is meestal drietallig. Het bovenste blad is soms enkelvoudig en de onderste bladeren soms vijftallig. De 1-3 cm lange, lijnvormige tot eironde, getande blaadjes zijn omgekeerd eirond tot breed lijnvormig met een wigvormige voet en een puntige top. De steunblaadjes zijn kruidachtig.
Geel stalkruid bloeit in mei en juni, soms tot oktober met gele, 12-20 mm grote bloemen, die roodachtige tot paarse nerven hebben. De bloeiwijze is een losse tros. De bloemsteel is meestal 5-20 mm lang. De 8-12 mm lange kelkblaadjes zijn slechts kort vergroeid. De vijf lijnvormige-lancetvormige kelktanden zijn 2,5-4 keer langer dan de kelkbuis. De bloemkroon is ongeveer drie keer zo lang als de kelk. 
De hangende, met klierharen bezette, snavelvormige,  lijnvormige tot elliptische peul is twee tot drie keer zo lang als de blijvende kelk. De peul is 10-25 mm lang en 3-4 mm breed en bevat meestal 6-9 zaden. De bolvormige zaden hebben een fijnwrattig oppervlak. 

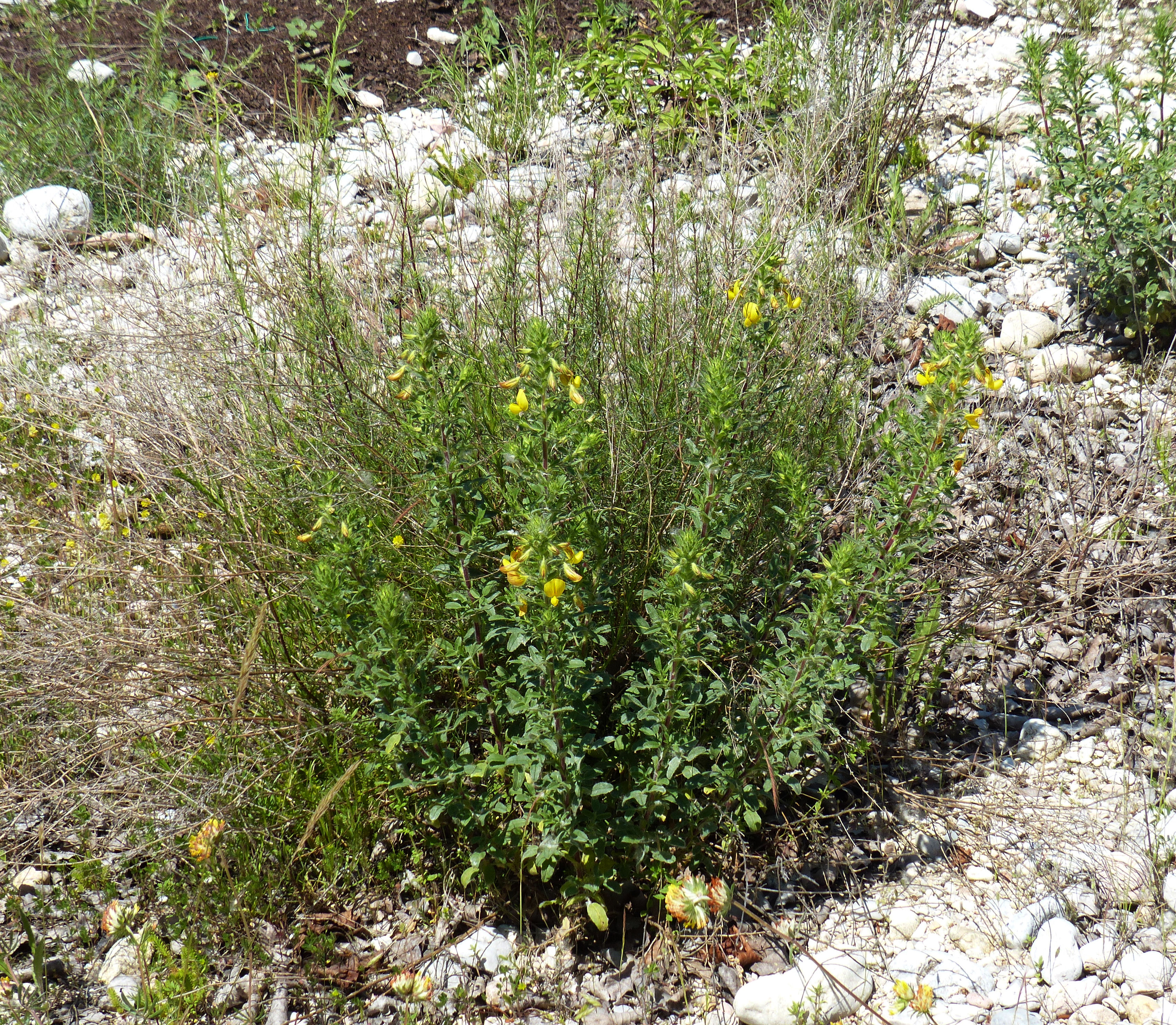
Plant
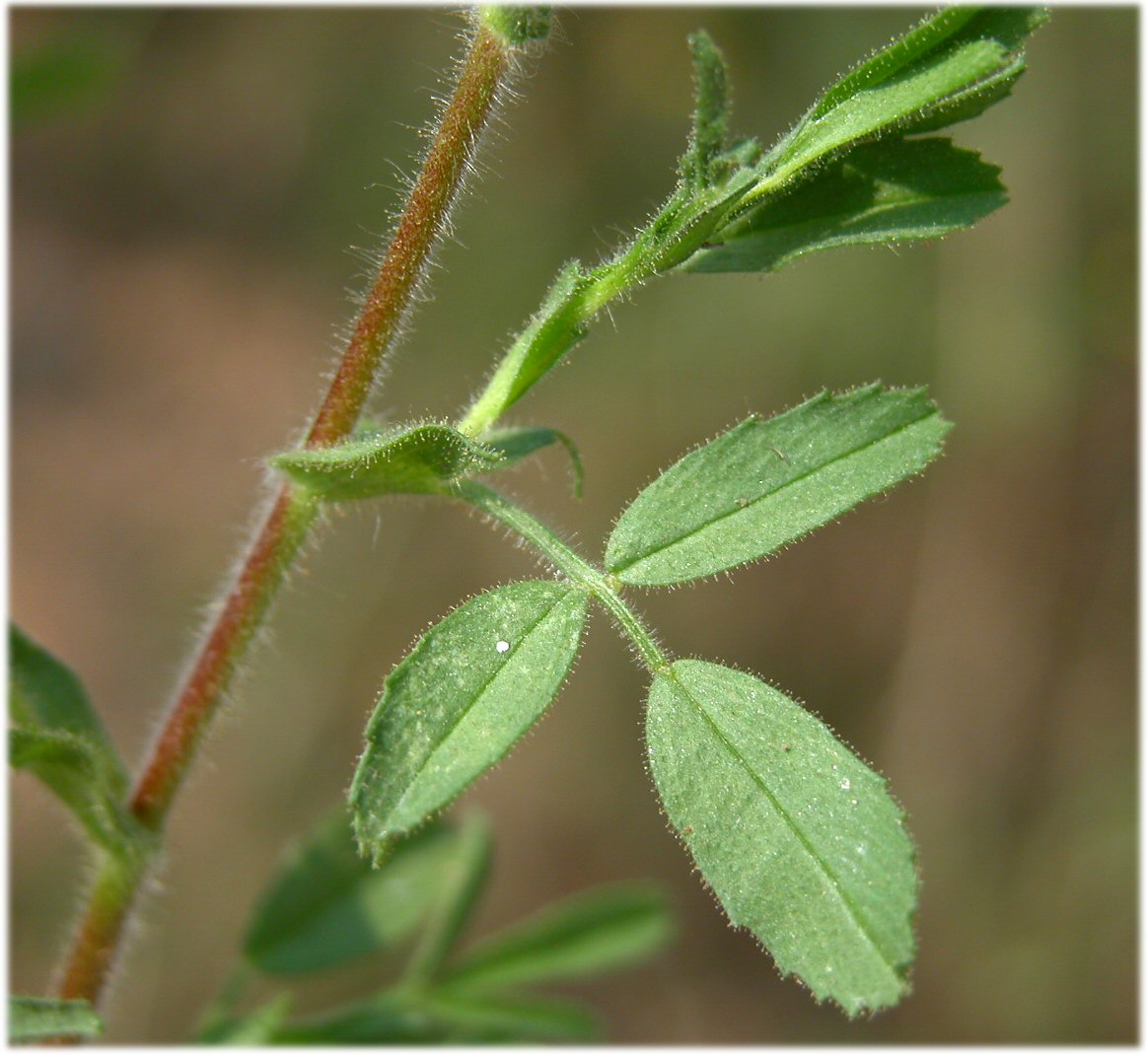
Blad
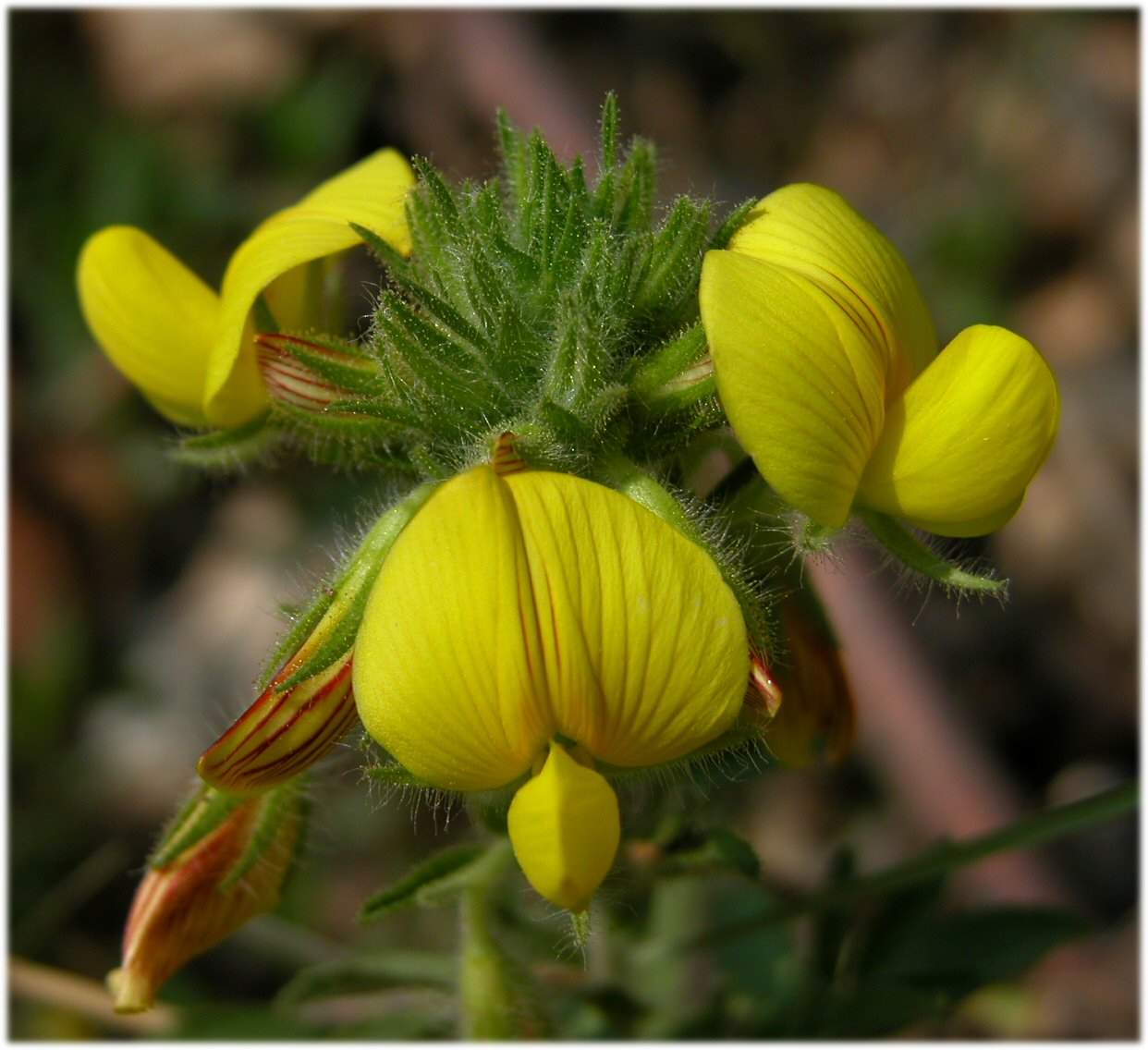
Bloemkroon
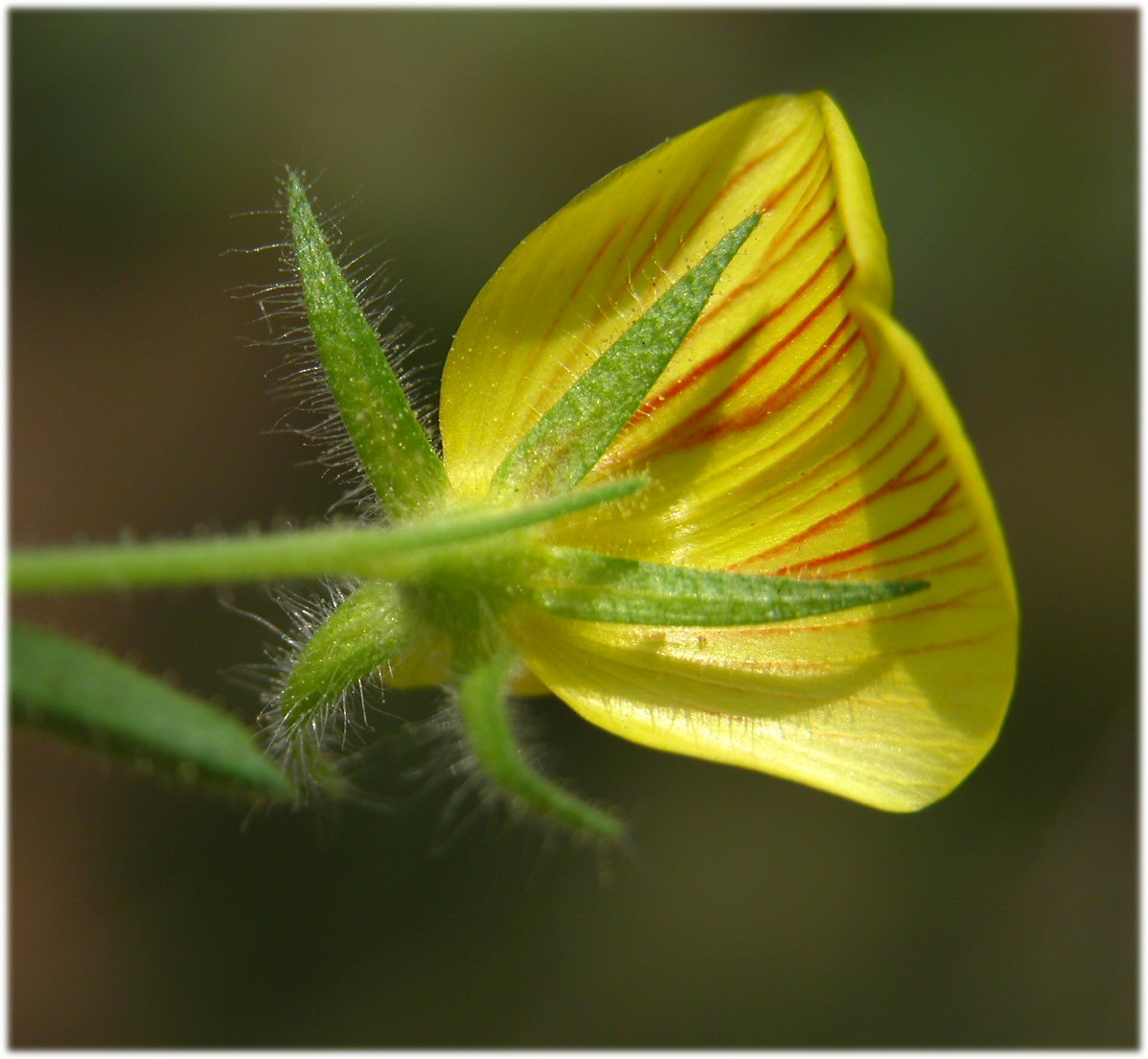
Kelk
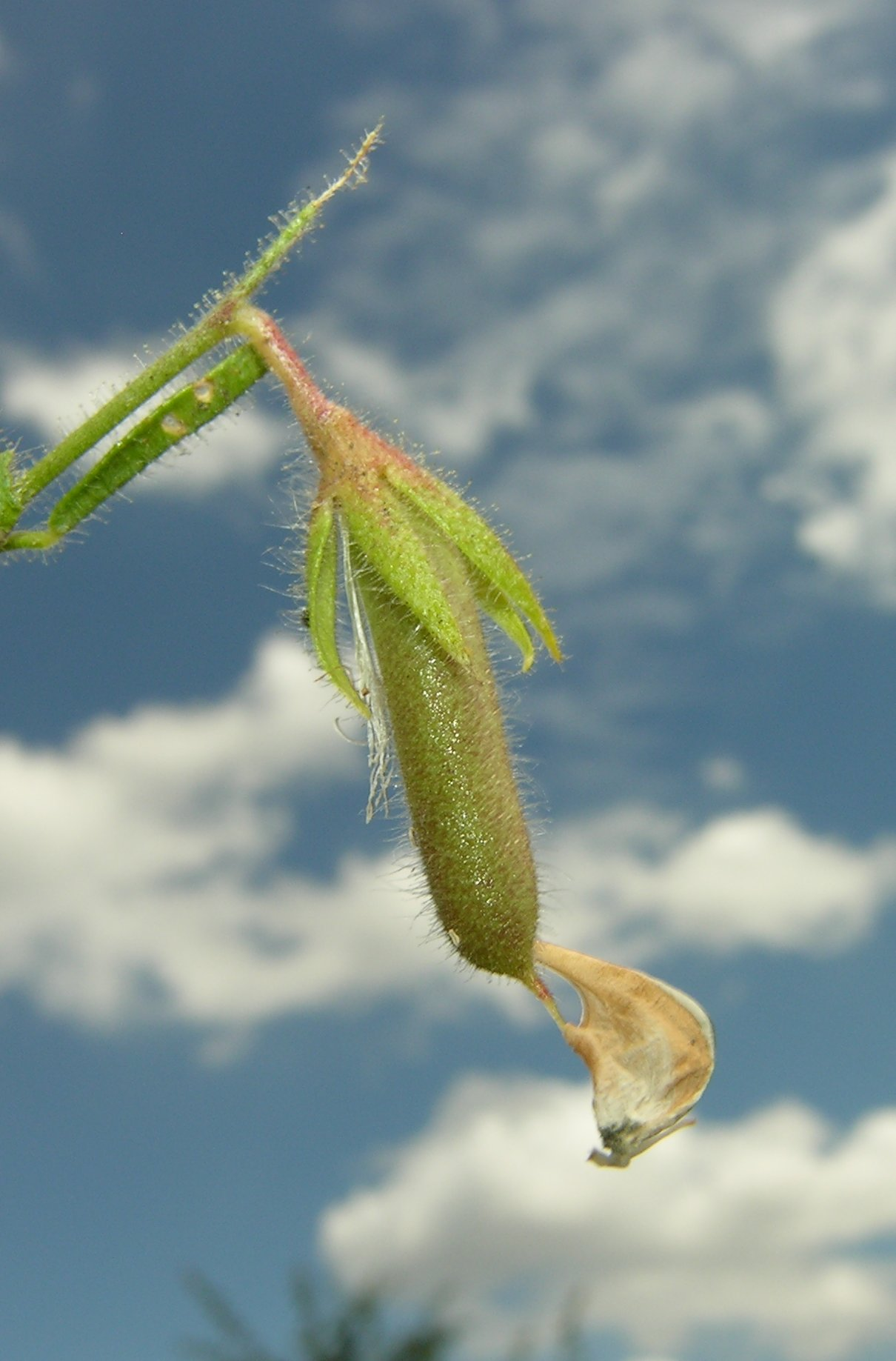
Peul
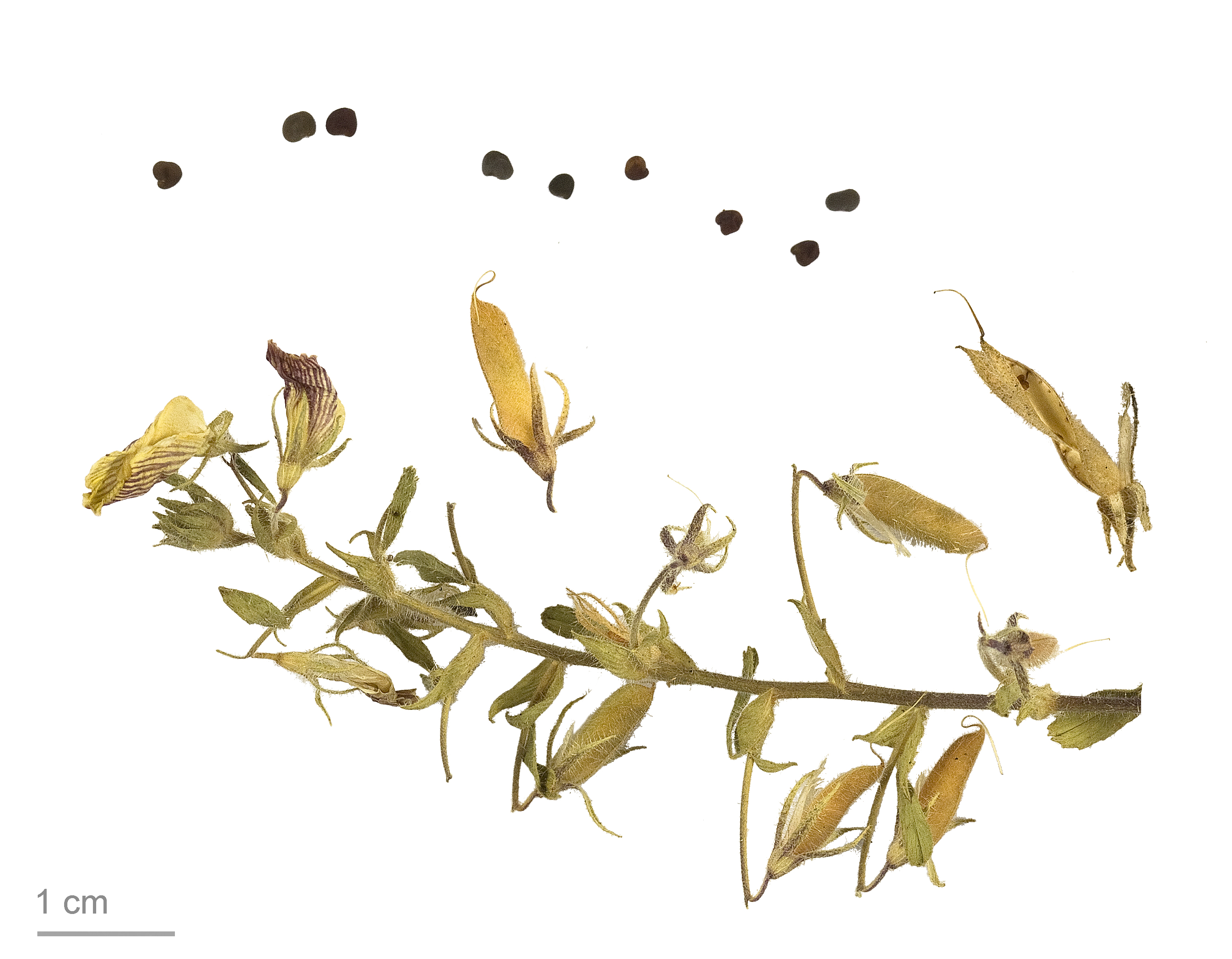
Peulen en zaden

Geel stalkruid komt voor op droge, kalkrijke, stenige grond in kalkgrasland, bermen en struwelen.

## Ondersoorten
Van Ononis natrix worden de volgende ondersoorten onderscheiden:
- Ononis natrix subsp. arganietorum (Maire) Širj.: Komt in Marokko voor.
- Ononis natrix subsp. natrix (synoniem: Ononis natrix subsp. candeliana (Maire) Maire: Komt in Spanje, Frankrijk, Italië, vroegere Joegoslavië, Turkije, Libanon, Israel, Egypte, Algerije en Marokko voor.
- Ononis natrix subsp. prostrata (Braun-Blanq. & Wilczek) Širj.: Komt in Marokko voor.
- Ononis natrix subsp. ramosissima (Desf.) Batt.: Komt in Spanje voor.
- Ononis natrix subsp. stenophylla (Boiss.) Širj.: Komt in Israël, Egypte  en Libanon voor.